# Nerocila exocoeti
Nerocila exocoeti är en kräftdjursart som beskrevs av Pillai 1954. Nerocila exocoeti ingår i släktet Nerocila och familjen Cymothoidae. Inga underarter finns listade i Catalogue of Life.